# Helophorus (Kyphohelophorus)
Helophorus (Kyphohelophorus) – podrodzaj chrząszczy z nadrodziny kałużnicokształtnych i rodzaju oguzek. Obejmuje trzy opisane gatunki.

## Morfologia
Chrząszcze o wydłużonym, mniej lub bardziej wypukłym ciele, w zarysie o mniej lub bardziej równoległych bokach z wyraźną, ale niezbyt mocną przerwą między przedpleczem a pokrywami. Ziarenkowanie głowy i przedplecza jest gęste i przybiera postać przeciętnie wyniesionych guzków o szczycie ściętym i opatrzonym drobnym dołkiem (punktem) z krótką, sztywną, zakrzywioną szczecinką. Głowa ma bruzdy szwu epikranialnego dość głębokie, wąskie, liniowate, bardzo dobrze pośród ziarenkowania widoczne. Aparat gębowy ma krótkie głaszczki szczękowe o symetrycznie zbudowanym członie wierzchołkowym. Przedplecze ma boki wąsko rozpłaszczone i na krawędziach delikatnie piłkowane. Spośród typowych dla rodzaju siedmiu podłużnych rowków przedplecza środkowy, submedialne (przyśrodkowe) i submarginalne (przykrawędziowe) mają charakter powierzchowny i słabo wykształcony, zaś krawędziowe są całkiem zanikłe. Mała tarczka ma zarys okrągławy ze ściętym przodem. Pokrywy mają na każdym międzyrzędzie pojedynczy (niekiedy podwojony) szereg sztywnych, zakrzywionych, mocniejszych i dłuższych niż na głowie i przedpleczu szczecinek. Międzyrzędy drugi, czwarty, szósty i ósmy mają wyraźne, wydatne guzki, z których część leży wyraźnie przed środkiem długości pokrywy. Dziesiąty międzyrząd przybiera formę rozszerzonego na bok kila, który nakrywa od góry właściwą krawędź pokrywy, tworząc swą boczno-brzuszną powierzchnią wyraźną pseudoepipleurę. Odnóża są jak na oguzkowatego krótkie i grube, o stopach zupełnie pozbawionych włosków pływnych. Odwłok ma pięć widocznych, wolnych sternitów (od trzeciego do siódmego) o równomiernej, pozbawionej guzków i dołków powierzchni, z których ostatni ma tylny brzeg zaokrąglony.

## Rozprzestrzenienie
Przedstawiciele podrodzaju zamieszkują krainę nearktyczną (Kanadę i północne Stany Zjednoczone) oraz krainę palearktyczną – Rosyjski Daleki Wschód, Syberię i Europę, w tym Polskę.

## Taksonomia
Takson ten wprowadzony został w 1886 roku przez Augusta Ferdinanda Kuwerta. Elophorus tuberculatus wyznaczony został jego gatunkiem typowym w 1915 roku przez Davida Sharpa. Przez dłuższy czas pozostawał monotypowym, aż do 1976 roku, kiedy to John V. Matthews opisał dwa wymarłe, mioceńskie gatunki na podstawie skamieniałości z północno-zachodniej Ameryki Północnej.
Do podrodzaju tego zalicza się trzy opisane gatunki:
- †Helophorus coopei J.V. Matthews, 1976
- †Helophorus meighenensis J.V. Matthews, 1976
- Helophorus tuberculatus Gyllenhal, 1808